# Anthony Laveal Johnson
Anthony Laveal Johnson (Lake Wales, Florida, 19 de mayo de 1988) es un baloncestista estadounidense que se desempeña como pívot en Sport Club Corinthians Paulista de la Novo Basquete Brasil.

## Carrera universitaria
Anthony Laveal Johnson empezó su carrera universitaria en Fairfield Stags de la Universidad de Fairfield, institución académica ubicada en Fairfield, Connecticut. Los Stags participan en las competiciones universitarias organizadas por la NCAA, y forman parte de la Metro Atlantic Athletic Conference.Jugó por cuatro años.

### Universidades
| Club            | País           | Clase     | Año         |
| --------------- | -------------- | --------- | ----------- |
| Fairfield Stags | Estados Unidos | Freshman  | 2006 - 2007 |
| Fairfield Stags | Estados Unidos | Sophomore | 2007 - 2008 |
| Fairfield Stags | Estados Unidos | Junior    | 2008 - 2009 |
| Fairfield Stags | Estados Unidos | Senior    | 2009 - 2010 |

## Carrera profesional

### Clubes
| Club                  | País        | Año             |
| --------------------- | ----------- | --------------- |
| Toros de Aragua       | Venezuela   | 2012 - 2014     |
| Correcaminos          | Puerto Rico | 2013 - 2014     |
| Maratonistas de Coamo | Puerto Rico | 2013 - 2014     |
| Guaros de Lara        | Venezuela   | 2014            |
| Toros de Aragua       | Venezuela   | 2014 - 2015     |
| Club Biguá            | Uruguay     | 2015 - 2016     |
| Bahía Basket          | Argentina   | 2015 - Presente |